# The Verge
The Verge es un sitio web de noticias de tecnología estadounidense con oficinas en Manhattan, Nueva York y operado por Vox Media. La red divulga noticias, reseñas de productos y podcasts.
El sitio web utiliza su propia plataforma para la publicación con contenido de video. El contenido de la red es financiado a través de anuncios y patrocinadores, y es administrada por su redactor jefe Nilay Patel y su director ejecutivo Dieter Bohn. El sitio se puso en marcha el 1 de noviembre de 2011. The Verge ganó cinco Premios Webby en el año 2012, incluyendo premios a la mejor redacción, mejor podcast para The Vergecast, mejor diseño visual, mejor sitio de electrónica de consumo y mejor aplicación móvil de noticias.

## Historia

### Orígenes

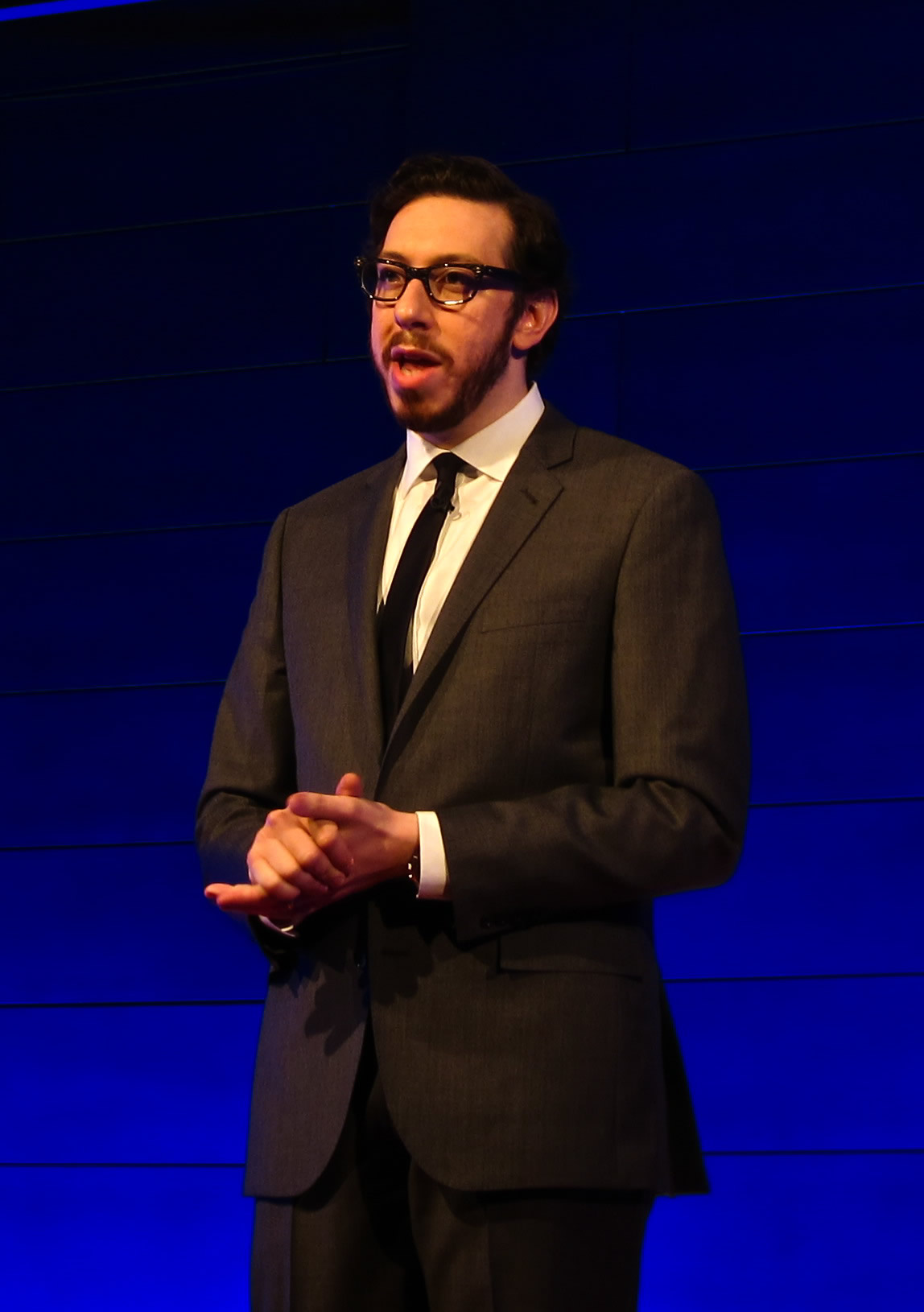
Topolsky, redactor jefe y fundador de The Verge

Durante el 2001, AOL comenzó a adquirir sitios web en busca de una nueva estrategia de contenidos impulsada por anuncios. Una de las primeras adquisiciones fue Weblogs, Inc., en 2005, una compañía que manejaba docenas de sitios web, incluyendo Engadget, un sitio web de noticias tecnológicas. De acuerdo a Business Insider, Engadget «se convirtió en el líder de la industria de sitios web sobre gadgets», y la «más popular e importante propiedad de multimedios» de AOL. All Things Digital lo llamó «uno de los más grandes en tecnología».
Joshua Topolsky se convirtió en el redactor jefe de Engadget en 2007, y fue responsable de nuevos avances como The Engadget Show y su aplicación móvil, y el continuo crecimiento del sitio. Enfrentamientos entre Topolsky y AOL surgieron luego de que AOL adquiriera TechCrunch en septiembre de 2010, cuando el fundador de TechCrunch Michael Arrington hizo varias observaciones menospreciando a Engadget y Topolsky. Cuando la aspereza entre los dos editores se incrementó en 2011, AOL no intervino. El mes siguiente, un interno  de AOL filtró a la prensa un documento donde se mencionaba «The AOL way», una nueva estrategia de contenidos que priorizaba métricas de rentabilidad. El contenido se filtró antes de que los escritores y editores de Engadget lo vieran internamente. The AOL Way desalentó al personal de Engadget y creó una división ideológica entre las dos entidades.
| Nosotros [Endgadget] estuvimos trabajando en tecnología de blogueo que fue desarrollada en 2003, no hicimos un alquiler desde que empecé a manejar el sitio, y pensé que podríamos ser más exitosos en otro lugar. —Ex redactor jefe de Engadget Joshua Topolsky, The New York Times, 3 de abril de 2011 |

### Vox Media y SB Nation
Topolsky y hasta ocho de los escritores, editores y desarrolladores de productos más prominentes de Engadget, dejaron AOL entre marzo y abril de 2011 para establecer un nuevo sitio sobre gadgets que se luego se convertiría en The Verge. Hubo otros siete empleados salientes, incluyendo un editor ejecutivo, editores y desarrolladores de productos. A comienzos de abril de 2011, Topolsky anunció que su nuevo sitio innomado sería puesto en marcha en asociación con el sitio web de deportes SB Nation, y debutaría en otoño.
Topolsky elogió el interés de SB Nation en el futuro de la edición, incluyendo lo que él describió como sus creencias en periodismo independiente y desarrollo local (dentro de la empresa) de sus propias herramientas de distribución. Jim Bankoff de SB Nation vio una superposición en la demografía de los dos sitios y una oportunidad para expandir el modelo de SB Nation. Bankoff había trabajado previamente en AOL, en 2005, donde llevó la delantera de la adquisición de Engadget. Otras agencias de noticias vieron positiva la asociación tanto para SB Nation como para el personal de Topolsky, y negativa para el panorama de AOL.
Jim Bankoff, chairman y CEO de Vox Media, dueño de la marca SB Nation, dijo en una entrevista con Beet.tv en 2011 que aunque la compañía empezó enfocándose en el deporte, otras categorías incluyendo tecnología de consumo desarrollaron potencial para la compañía. Bankoff también expresó su deseo de atraer a otros periodistas y blogueros de fuera del medio deportivo a Vox Media.
El desarrollo del CMS de Vox Media, Chorus, es encabezado por Trei Bundrett, Director de Productos en Vox Media.

### This Is My Next

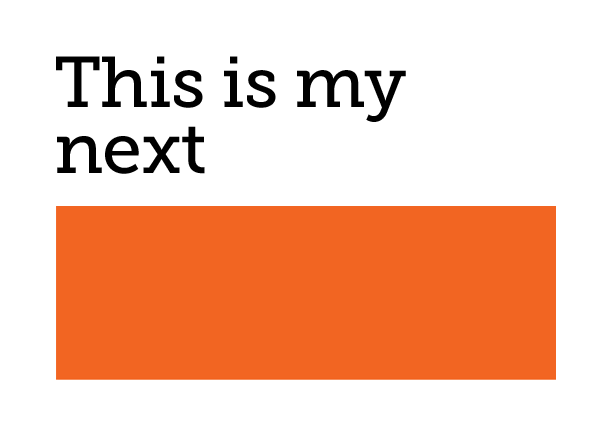
Logo de This Is My Next (2011-2014)

Tras la noticia de su innomada asociación con SB Nation en abril de 2011, Topolsky anunció que el podcast de Engadget alojado por Patel, Paul Miller y él mismo continuaría en un sitio provisional llamado This Is My Next. Nilay Patel, Thomas Ricker (ex redactor jefe de Engadget en Ámsterdam) y Dieter Bohn (ex redactor jefe de Smartphone Experts), popularizaron el sitio llevándolo al lanzamiento oficial del proyecto de la afiliación de SB Nation. Para agosto del 2011, el sitio consiguió 1 millón de visitantes y 3.4 millones de páginas vistas. Para octubre del 2011, el sitio tenía 3 millones de visitantes por mes y 10 millones de páginas vistas en total. Time enumeró al sitio en su lista de Mejores Blogs de 2011, llamándolo "el sitio prototipo ejemplar". El sitio se cerró con el lanzamiento de The Verge.

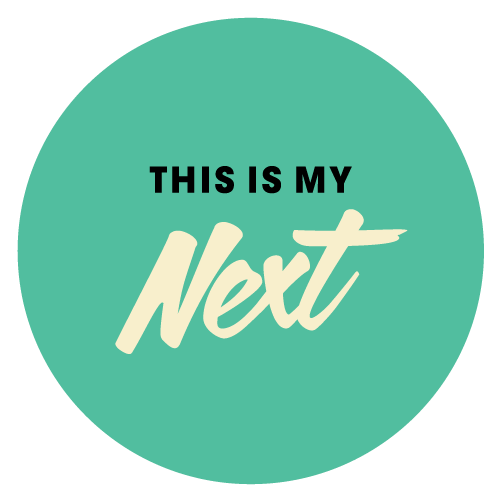
Logo de This Is My Next (2014-)

El 6 de junio de 2014, editores de The Verge y los encargados de la cuenta de Twitter @verge comenzaron a retwittear  a una cuenta de Twitter llamada @thisismynext, la cual contenía pistas de algo «próximamente», dando lugar a la especulación de que The Verge reviviría la marca This Is My Next para un nuevo proyecto. El 11 de junio de 2011, The Verge lanzó una nueva sección en el sitio TheVerge.com, llamada "This Is My Net", editada por David Pierce, la cual pretende ser una guía para el comprador de electrónica de consumo.

### Lanzamiento oficial
The Verge se puso en marcha el 1 de noviembre de 2011, junto con el anuncio de una nueva empresa matriz: Vox Media. De acuerdo a la compañía, el sitio se lanzó con 4 millones de visitantes y 20 millones de páginas vistas. Al momento del retiro de Topolsky, Engadget tenía 14 millones de visitantes. Vox Media consiguió superar esa racha con alrededor de 15 millones de visitantes durante el segundo semestre de 2012. The Verge contaba con 12 exempleados de Engadget trabajando con Topolsky al momento del lanzamiento.

## Diseño
El logo de The Verge fue creado por la firma de diseño Area 17 y consta de un triángulo de Penrose modificado.
El 30 de septiembre de 2011, Joanna Stern publicó una de las primeras reseñas en viddeo con el logo y estilo de The Verge. El estilo del video se basa fuertemente en texto y gráficos en 3D para apoyar la reseña. El texto está hecho para que se vea como si estuviese «flotando en el espacio» en lugar de una sencilla superposición que es más común en este tipo de videos. Líneas 3D acompañan al texto y lo conectan con la unidad reseñada para ilustrar tamaño o identificar características puntuales. El estilo del video fue desarrollado por Billy Disney.

## Contenido

### Base de datos de productos y artículos
The Verge aloja una base de datos de productos la cual le permite a los lectores comparar características de productos y consultar su disponibilidad.
El equipo del sitio publica reseñas de productos para productos de consumo, siendo ordenadores y teléfonos celulares los productos más reseñados. Los gadgets reciben un «Verge Score» (una nota sobre 10) precisa con un decimal. Los usuarios también pueden presentar sus propias reseñas.
The Verge también publica características, incluyendo entrevistas (con líderes de la industria y periodistas de tecnología), artículos de fondo (a cerca de productos tecnológicos, acontecimientos y cultura) y noticias.

### Pódcast
The Verge transmite un podcast semanal. Como sus pódcast anteriores, en The Vergecast los conductores Topolsky, Patel y Miller, regularmente se van de tema y discuten cultura popular. Los invitados, por lo general del equipo editorial, aparecen en el podcast y contribuyen en las áreas en las que estén especializados.
El episodio inaugural se transmitió el 4 de noviembre de 2011. A diferencia de muchos episodios de pódcast previos, este incluyó una transmisión de video de los anfitriones.
El 8 de noviembre de 2011 se presentó un segundo podcast semanal. A diferencia de The Vergecast, The Verge Mobile Show se enfoca primariamente en teléfonos móviles y lo presentan Chris Ziegler, Vlad Savov, Dan Seifert y Dieter Bohn.

### Contenido de video

#### On The Verge
El 6 de agosto de 2011, en una entrevista con Edelman, Marty Moe, editor y cofundador de The Verge, anunció que estarían lanzando pronto The Verge Show, una serie de televisión web. Luego de la puesta en marcha del sitio, el show se renombró como On The Verge. El primer episodio fue grabad el lunes 14 de noviembre de 2011, con Matias Duarte como invitado.
El show es un programa de entretenimiento y periodismo tecnológico, y su formato es similar al de un late night show, con la diferencia de que se transmite por internet. El primer episodio fue publicado el 15 de noviembre de 2011.
On The Verge es similar a The Engadget Show, un programa en línea realizado por el blog de tecnología Engadget. Luego de dejar Endadget, muchos del equipo del show [¿quién?] fueron los que crearon el blog The Verge. Todos los episodios fueron grabados en Nueva York. Topolsky, Patel y Miller aparecieron como anfitriones en todos los episodios, los cuales incluyen entrevistas con distintas figuras. También se han sorteado productos entre los miembros de la audiencia en el estudio.
Se transmitieron diez episodios del show, siendo el más reciente uno grabado el 10 de noviembre de 2012.
El 24 de mayo de 2012, el redactor jefe Topolsky anunció que el show continuaría con un nuevo formato semanal, junto con un nuevo logo y tema musical.

#### Verge Video
El 8 de mayo de 2012, el redactor jefe Topolsky lanzó Verge Video, un sitio que contiene una reserva de videos de The Verge.